# Julie Van Gelder
Pour les articles homonymes, voir Van Gelder.
Julie Van Gelder, née le 17 septembre 1993 à Louvain, est un gymnaste acrobatique belge.
Elle est la sœur du gymnaste Arne Van Gelder.

## Carrière
Elle est médaillée d'argent en duo mixte aux Jeux mondiaux de 2009 à Kaohsiung.
Aux Championnats d'Europe de gymnastique acrobatique 2009 à Vila do Conde, elle est médaillée d'or en duo du concours général et de l'exercice statique et médaillé d'argent en duo à l'exercice dynamique.
Elle est médaillée de bronze aux Championnats du monde de gymnastique acrobatique 2014 à Levallois-Perret en trio féminin. Aux Jeux européens de 2015, elle est médaillée d'or en trio au concours général, à l'exercice statique et à l'exercice dynamique.
Aux Championnats d'Europe de gymnastique acrobatique 2015 à Riesa, elle remporte en trio féminin la médaille d'or du concours général et de l'exercice statique et la médaille d'argent de l'exercice dynamique.